# Serrasàlmids
Els serrasàlmids (Serrasalmidae) són una família de peixos caraciformes, recentment elevada a la condició de família. Inclouen més de 90 espècies. El nom significa " família del salmó serrat", que fa referència a la quilla dentada que recorre el ventre d'aquests peixos. Els peixos classificats com a Serrasalmidae també són coneguts amb aquests noms comuns: pacu, piranya, i cràssula arborescent. Aquests noms comuns generalment designen diferents característiques dentals i hàbits d'alimentació.
Algunes de les espècies, especialment les piranyes, es coneixen per la seva virulència sobre altres animals i en la cultura popular s'han difós relats sobre atacs vers els éssers humans. No obstant això, moltes espècies s'alimenten de fulles i llavors; de les escames, aletes i cues d'altres peixos o d'altres animals morts que cauen en l'aigua. Els atacs de piranyes poden ferir éssers humans, en alguns casos han arrencat dits de pescadors de l'Amazònia, però no s'ha registrat cap mort.

## Descripció

Colossoma macropomum és una espècie de peix de la família dels caràcids i de l'ordre dels caraciformes.

Els serrasàlmids són peixos característics de mida mitjana i gran que arriben aproximadament a 80 centímetres de llarg, generalment caracteritzats per un cos profund i lateralment comprimit amb una sèrie d'espines abdominals, i una llarga aleta dorsal (més de 16 punts). La majoria de les espècies també posseeixen una columna vertebral just abans de l'aleta dorsal que s'estén des d'un os supraneural; les excepcions inclouen membres dels gèneres Colossoma, Piaractus i Mylossoma.
La majoria dels serrasàlmids tenen uns 60 cromosomes, que van de 54 a 62. Metynnis té 62 cromosomes, igual que Catoprion, Pristobrycon striolatus i Pygopristis.

## Distribució
Els serrasalmids habiten tots els sistemes fluvials atlàntics principals i alguns menors d'Amèrica del Sud a l' est dels Andes, però s'han introduït a altres zones. Les espècies oscil·len entre uns 10°N de latitud sud i uns 35°S de latitud.

## Ecologia

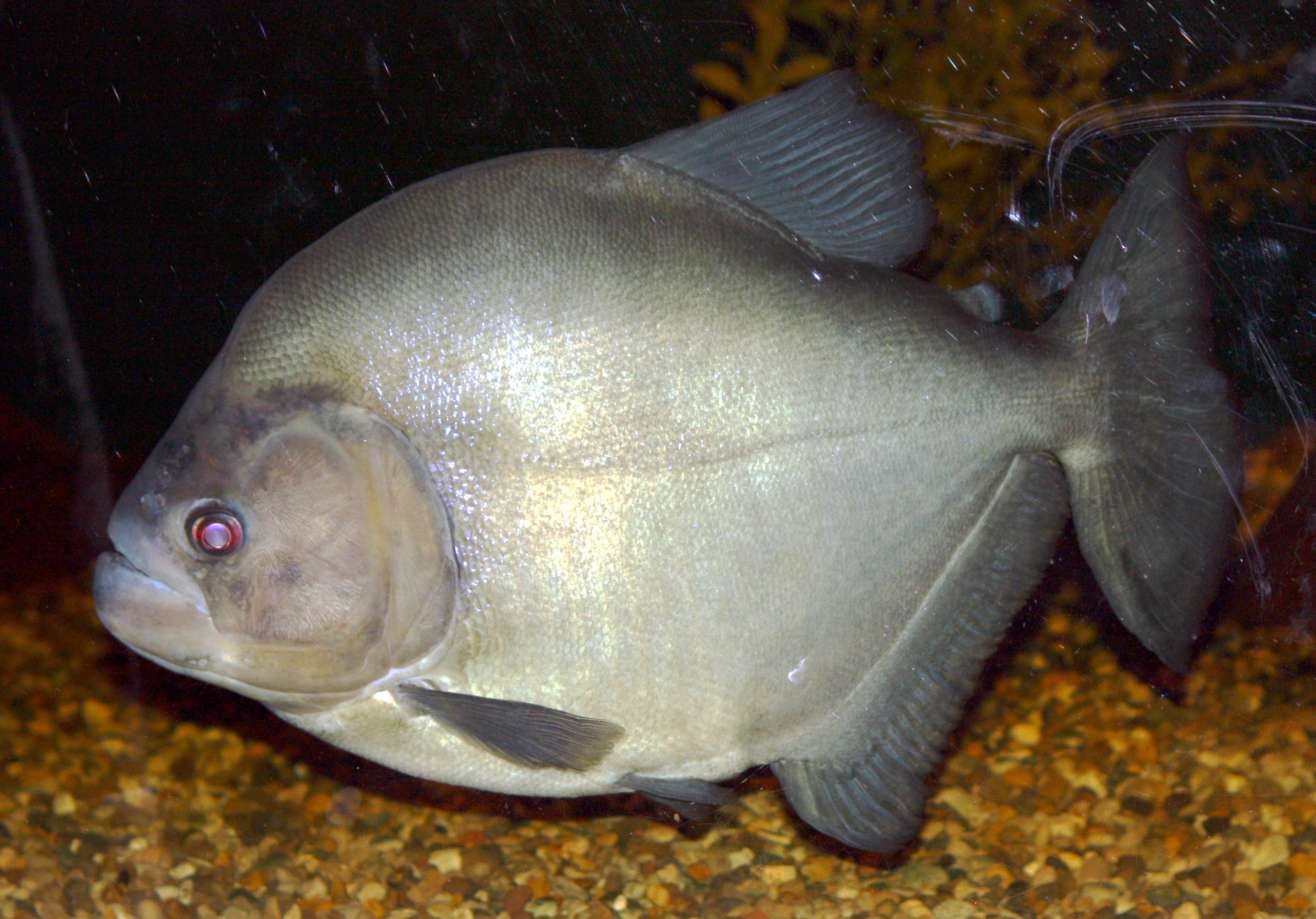
Serrasalmus rhombeus o piranya negra és una espècie de peix de la família dels caràcids i de l'ordre dels caraciformes.

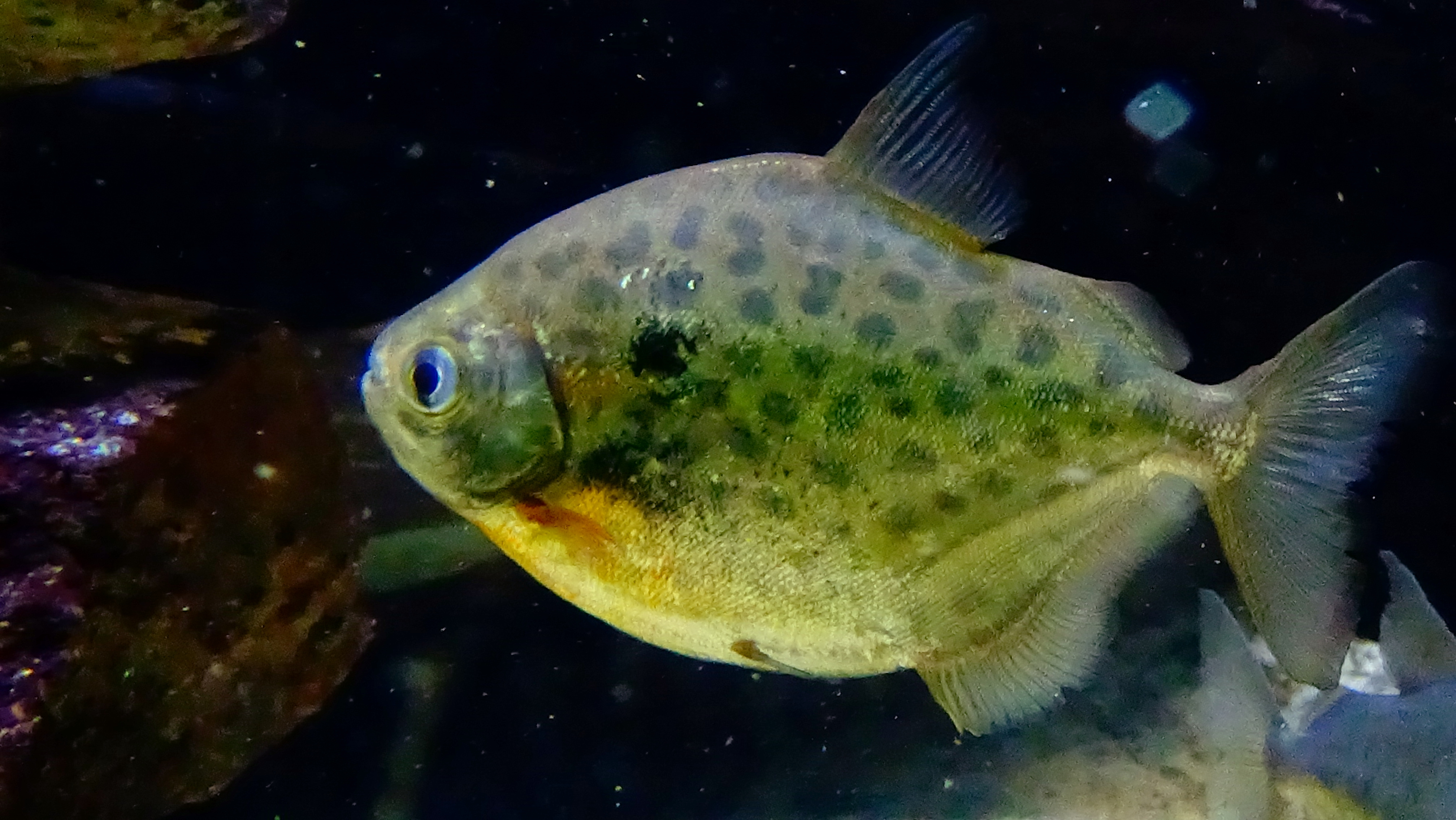
El peix moneda o metynnis lippincottianus és una espècie de peixos de la família Characidae en l'ordre dels Characiformes.

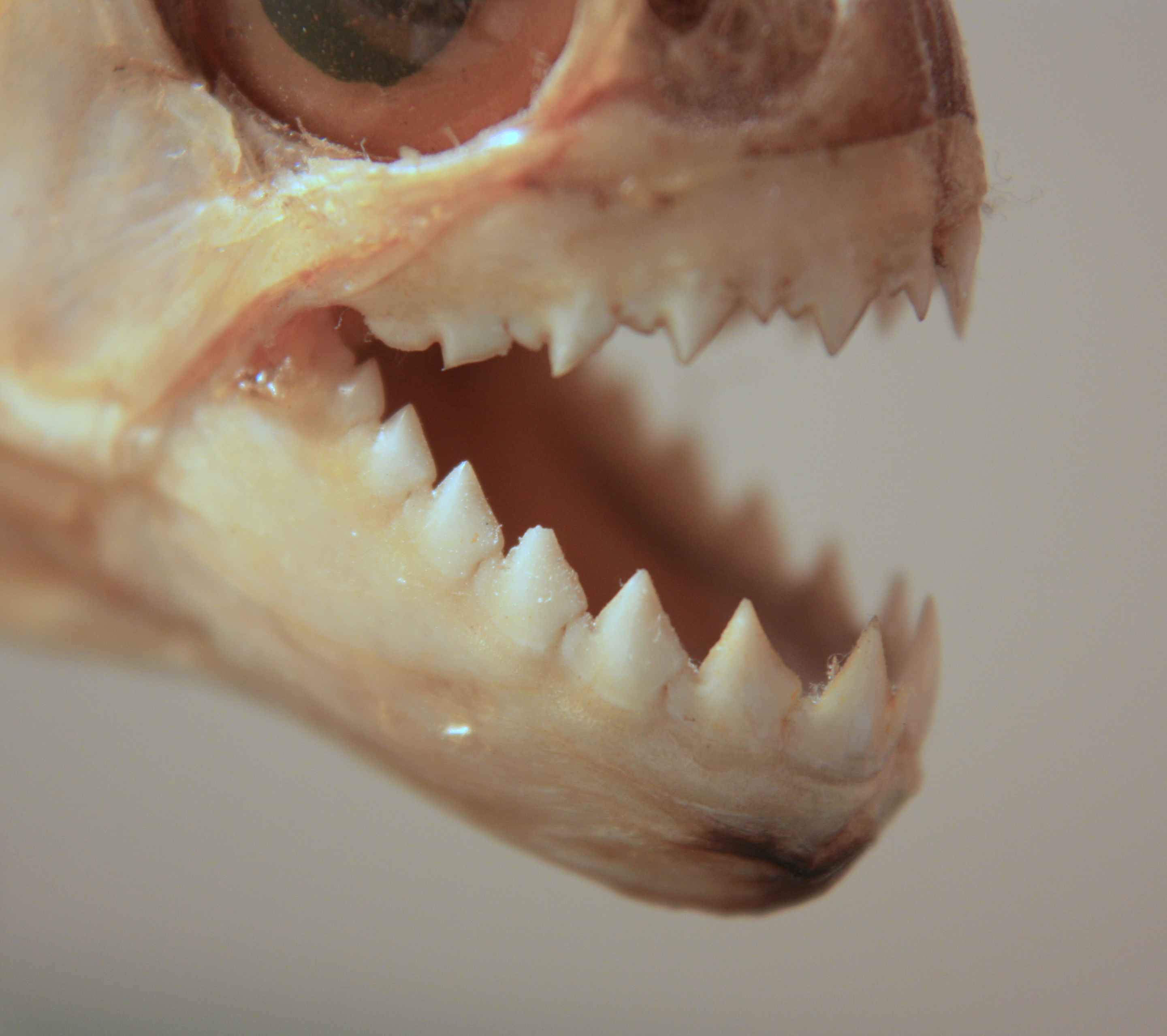
Així és la dentadura dels Serrasalmidae carnívors. Són dents d'una sola filera, triangulars i molt tallants.

Les dietes dels diversos peixos serrasalmids inclouen llavors, fruits, fulles i diversos invertebrats i vertebrats, així com carn de peix, escates i aletes. Per emfatitzar la diversitat de dietes, els autors destaquen habitualment que els pacus que mengen fruites i fulles i les piranyes son altament carnívores. La majoria de la família, excepte les piranyes, són principalment herbívors. En canvi, durant molt de temps s'ha cregut que les piranyes eren carnívors estrictes. Moltes espècies canvien la dieta segons l'edat i la disponibilitat de recursos.
El grup principalment carnívor de les piranyes comprèn els gèneres Catoprion, Pristobrycon, Pygocentrus, Pygopristis i Serrasalmus, però basant-se en la filogènia també inclouen els principalment herbívors, encara que amb tendències omnívores, Metynnis. La resta d'espècies principalment herbívores es poden dividir en dos grups basats en l'ecologia i, fins a cert punt, en la filogènia: Colossoma, Mylossoma i Piaractus es troben principalment en aigües de moviment relativament lent, i s'alimenten principalment de fruits, fruits secs i llavors, i tenen un paper important paper com a dispersors de llavors. Mylesinus, Myleus, Ossubtus, Tometes i Utiaritichthys es troben en trams de corrent ràpid dels rius, i s'alimenten principalment de plantes aquàtiques, especialment de Podostemaceae. Myloplus s'alimenta principalment de material vegetal i algunes de les seves espècies estan filogenèticament relacionades amb el grup anterior, però aquest gènere inclou espècies tant d'aigües de corrent lent com ràpid.

## Taxonomia

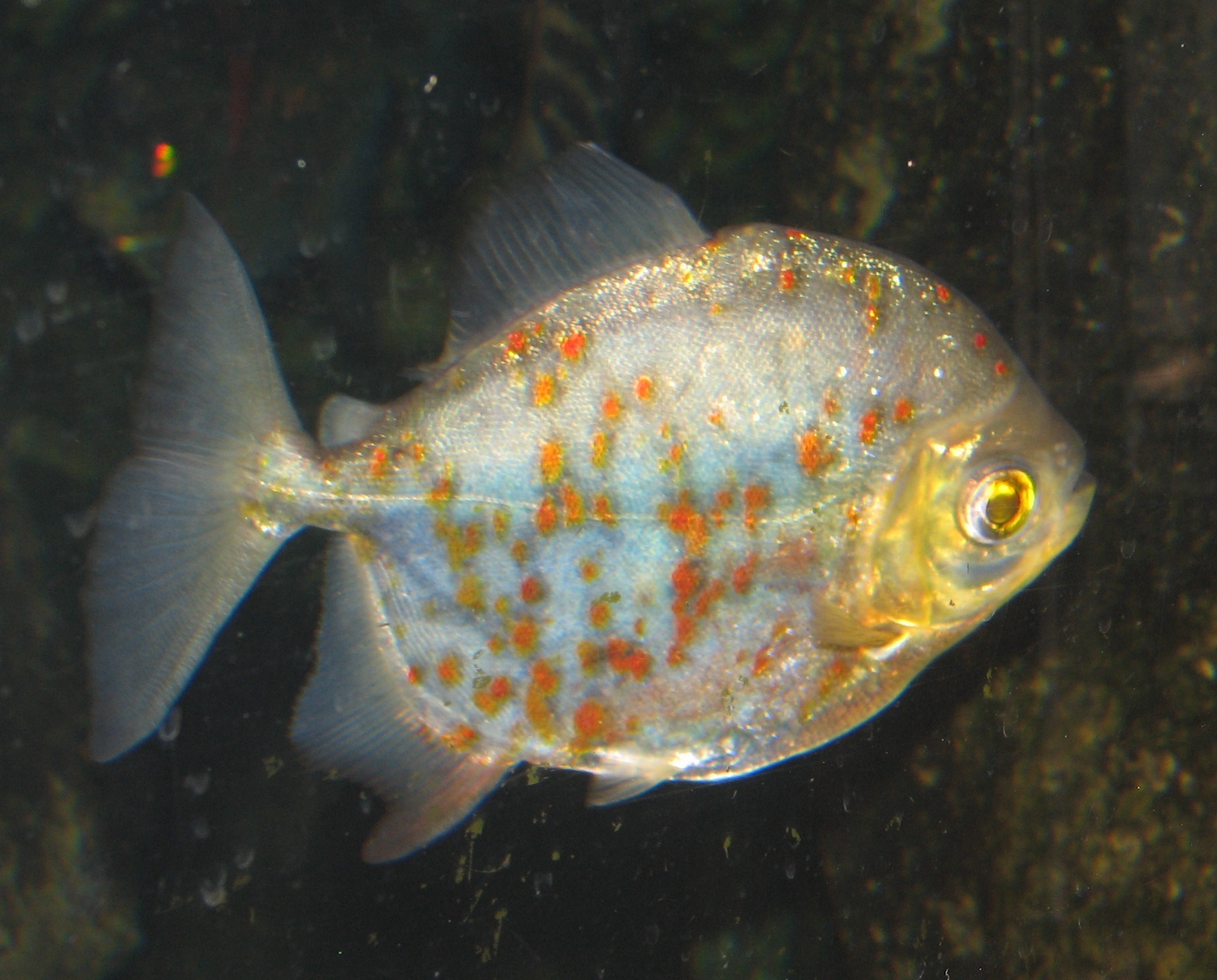
Myloplus rubripinnis és una espècie de peix de la família dels caràcids i de l'ordre dels caraciformes.

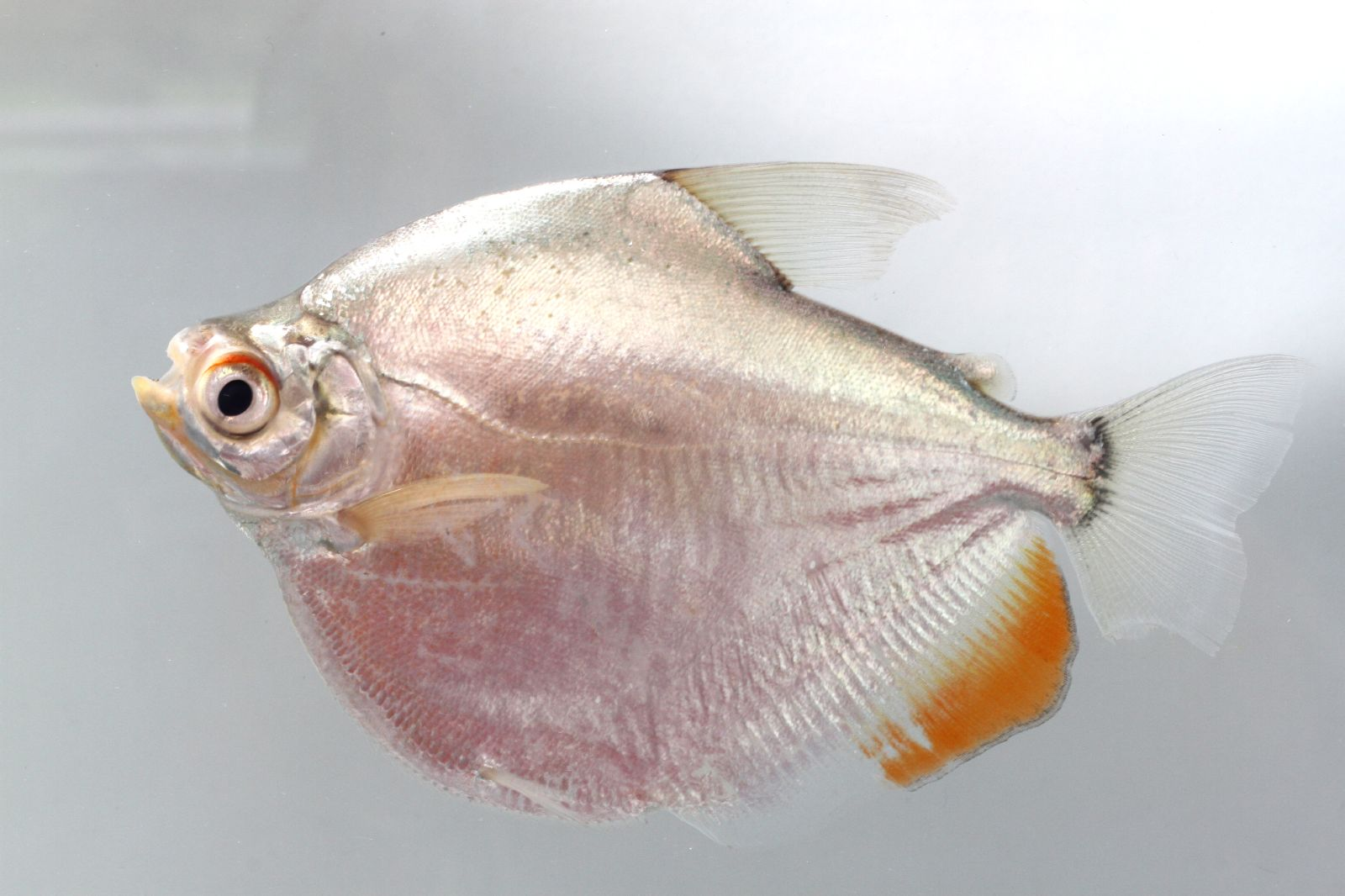
Mylossoma aureum és una espècie de peix de la família dels caràcids i de l'ordre dels caraciformes.

La família va ser descrita, originalment, com ordre dels Serrasalmidae el 1859 pel naturalista, metge, anatomista comparatiu neerlandès Pieter Bleeker. Etimològicament, el terme prové del llatí serran, serranus 'serra' així com el nom d'un peix (Serranus) i salmo, que és el nom pel 'salmó'.
Els Serrasalmidae es van classificar recentment com una subfamília dels caràcids, així com formant part de la seva pròpia família. Aquesta darrera tendència va ser la que va acabar per predominar, recolzada per la constatació de la no vinculació estreta entre aquest clade i els Characidae, més la polifília d'aquest darrer conjunt.
La seva relació amb altres espècies encara s'ha de determinar. La taxonomia i la sistemàtica de les piranyes i els seus parents són complicades i encara hi ha moltes coses pendents per estudiar. En conseqüència, tant la identificació d'espècies com la col·locació filogenètica de molts tàxons són problemàtiques.
No obstant això, la classificació en curs d'aquests peixos és difícil i sovint polèmica, amb els ictiòlegs que basen els rangs segons característiques que es poden superposar de manera irregular (vegeu Cladística). En definitiva, les classificacions poden ser més aviat arbitràries. Malgrat això, els Serrasalmidae són relativament ben entesos, i l'acord és ampli sobre els gèneres i espècies inclosos.
Un estudio de Kolmann et al. (2020) va utilitzar la captura d'exons per explorar les relacions evolutives entre 64 espècies dels 16 gèneres d'aquesta família i els seus grups externs més propers. Es va redefinir la sistemàtica interna, i es va proposar la divisió subfamiliar vigent.

## Registres fòssils
El registre fòssil, especialment per a les piranyes, és relativament escàs. La majoria dels fòssils coneguts són del Miocè, encara que algunes formes no identificades es consideren paleocenes i, segons es diu, dues daten del Cretaci superior. S'han descrit fòssils d'una espècie viva de Colossoma del Miocè, cosa que suggereix una història molt conservadora per a un peix herbívor especialitzat. Tots els gèneres serrasalmines s'havien originat al Miocè mitjà, amb la possible excepció de tres dels quatre gèneres de piranyes (Pygocentrus, Pristobrycon i Serrasalmus).

## Relació amb els humans
Molts serrasalmids s'utilitzen per mostrar en aquaris, i diversos pacus, com Piaractus i Colossoma, són econòmicament importants per a la pesca comercial, l'aqüicultura i la pesca esportiva.
Les piranyes són generalment menys valorades, tot i que són consumides habitualment pels pescadors de subsistència i sovint es venen per menjar als mercats locals. Algunes espècies de piranyes apareixen ocasionalment en el comerç d'aquaris i, en les últimes dècades, s'han comercialitzat exemplars secs com a records turístics. Les que es poden comprar a Europa procedeixen de captures en estat natural o granges de Honk Kong, Singapur o l'Europa de l'Est. Les piranyes de tant en tant mosseguen i de vegades fereixen banyistes i nedadors, però els atacs greus són rars i l'amenaça per als humans ha estat exagerada. No obstant això, les piranyes són una molèstia considerable per als pescadors comercials i esportius perquè roben esquers, mutilen la captura, danyen xarxes i altres equips i poden mossegar quan es manipulen.